# Silicium-31
Silicium-31 of 31Si is een radioactieve isotoop van silicium. De isotoop komt van nature niet op Aarde voor.
Silicium-31 ontstaat onder meer bij het radioactief verval van aluminium-31 en aluminium-32.

## Radioactief verval
Silicium-31 vervalt door bètaverval tot de stabiele isotoop fosfor-31:
{\displaystyle {\ce {{^{31}_{14}Si}->{^{31}_{15}P}+{e^{-}}+{\bar {\nu }}_{e}}}}
De halveringstijd bedraagt iets meer dan 2,6 uur.
22Si · 23Si · 24Si · 25Si · 26Si · 27Si · 28Si · 29Si · 30Si · 31Si · 32Si · 33Si · 34Si · 35Si · 36Si · 37Si · 38Si · 39Si · 40Si · 41Si · 42Si · 43Si · 44Si · 45Si